# Nino Vaccarella
Nino Vaccarella, italijanski dirkač Formule 1, * 4. marec 1933, Palermo, Italija, † 23. september 2021, Palermo.
Vaccarella je debitiral na domači dirki za Veliko nagrado Italije v sezoni 1961, ko pa je odstopil. V sezoni 1962 je nastopil na treh Velikih nagradah, enkrat se mu ni uspelo kvalificirati na dirko, ob tem pa je dosegel še petnajsto in deveto mesto na domači dirki za Veliko nagrado Italije, kar je njegov najboljši rezultat kariere. Zadnjič je na dirki Formule 1 nastopil v sezoni 1965, zopet na domači dirki za Veliko nagrado Italije, kjer je tokrat osvojil dvanajsto mesto. Leta 1964 je zmagal na dirki 24 ur Le Mansa skupaj z Jeanom Guichetom.

## Popolni rezultati Formule 1
(legenda) (odebeljene dirke pomenijo najboljši štartni položaj, poševne pa najhitrejši krog, †-uvrščen kljub odstopu)
| Leto | Moštvo                            | Šasija       | Motor                 | 1   | 2       | 3   | 4   | 5  | 6      | 7       | 8      | 9   | 10  | Prv | Toč |
| ---- | --------------------------------- | ------------ | --------------------- | --- | ------- | --- | --- | -- | ------ | ------- | ------ | --- | --- | --- | --- |
| 1961 | Scuderia Serenissima              | de Tomaso F1 | Alfa Romeo Straight-4 | MON | NIZ     | BEL | FRA | VB | NEM    | ITA Ret | ZDA    |     |     | -   | 0   |
| 1962 | Scuderia SSS Republica di Venezia | Lotus 18/21  | Climax Straight-4     | NIZ | MON DNQ | BEL | FRA | VB |        |         |        |     |     | 21. | 0   |
| 1962 | Scuderia SSS Republica di Venezia | Porsche 718  | Porsche Flat-4        |     |         |     |     |    | NEM 15 |         |        |     |     | 21. | 0   |
| 1962 | Scuderia SSS Republica di Venezia | Lotus 24     | Climax V8             |     |         |     |     |    |        | ITA 9   | ZDA    | JAR |     | 21. | 0   |
| 1965 | Scuderia Ferrari SpA SEFAC        | Ferrari 158  | Ferrari V8            | JAR | MON     | BEL | FRA | VB | NIZ    | NEM     | ITA 12 | ZDA | MEH | 17. | 0   |